# Política de Uganda
La política de Uganda se desarrolla en un contexto autoritario. Desde que asumió el poder en 1986, al final de la guerra civil ugandesa, Yoweri Museveni ha gobernado Uganda como un autócrata. Los partidos políticos estuvieron prohibidos de 1986 a 2006, tras el referéndum multipartidista de 2005, que ganaron las fuerzas prodemocráticas. Desde 2006, Museveni ha utilizado medios legales, el clientelismo y la violencia para mantener el poder.
Según la Constitución ugandesa, Uganda es una república presidencialista en la que el presidente es el Jefe de Estado y el Primer Ministro es el responsable de los asuntos de gobierno. Existe un sistema multipartidista. El poder ejecutivo lo ejerce el Gobierno. El poder legislativo corresponde tanto al Gobierno como a la Asamblea Nacional. El sistema se basa en un sistema parlamentario democrático con igualdad de derechos para todos los ciudadanos mayores de 18 años. La unidad de inteligencia de The Economist calificó a Uganda de «régimen híbrido» en 2022.

## Cultura política
Tras tomar el poder en 1986, después de cinco años de guerra civil, el régimen autoritario de Yoweri Museveni prohibió a los partidos políticos hacer campaña en las elecciones o presentar candidatos directamente (aunque los candidatos electorales podían pertenecer a partidos políticos). En julio de 2005, un referéndum constitucional anuló esta prohibición de 19 años de política multipartidista.

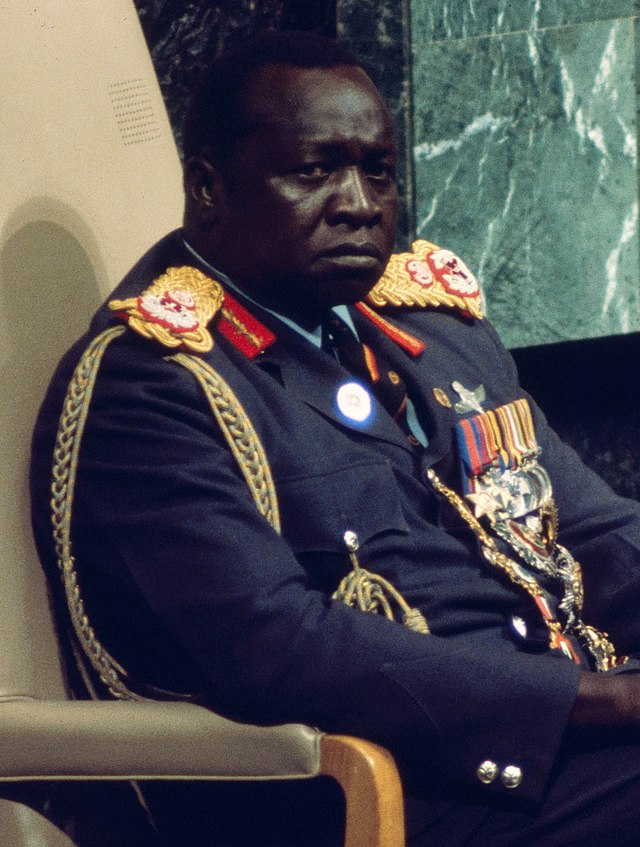
Idi Amin, uno de los presidentes ugandeses más notables.

Las elecciones presidenciales se celebraron en febrero de 2006. Museveni se enfrentó a varios candidatos, de los cuales el más destacado era el exiliado Dr. Kizza Besigye. Museveni fue declarado vencedor. Besigye alegó fraude y rechazó el resultado. El Tribunal Supremo de Uganda dictaminó que las elecciones se habían visto empañadas por la intimidación, la violencia, la privación del derecho de voto y otras irregularidades. Sin embargo, el Tribunal votó 4-3 para mantener los resultados de las elecciones.

## Poder Ejecutivo
| Cargo           | Nombre           | Partido                            | Desde               |
| --------------- | ---------------- | ---------------------------------- | ------------------- |
| Presidente      | Yoweri Museveni  | Movimiento de Resistencia Nacional | 26 de enero de 1986 |
| Primer ministro | Robinah Nabbanja | Movimiento de Resistencia Nacional | 21 de junio de 2021 |

El jefe de Estado de Uganda es el presidente, elegido por votación popular para un mandato de cinco años. Actualmente es Yoweri Museveni, que también es el jefe de las fuerzas armadas. Las anteriores elecciones presidenciales fueron en febrero de 2011, y en las elecciones de febrero de 2016, Museveni fue elegido con el 68% de los votos. El gabinete es nombrado por el presidente de entre los legisladores electos. La primera ministra, Robina Nabbanja, asiste al presidente en la supervisión del gabinete.

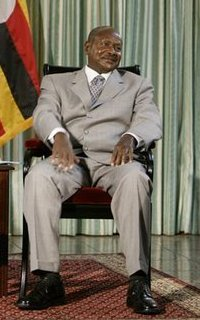
Yoweri Museveni, actual Presidente de Uganda.

El Gabinete de Uganda, según la Constitución de Uganda, «estará compuesto por el Presidente, el Vicepresidente, el Primer Ministro y el número de Ministros que el Presidente considere razonablemente necesario para el funcionamiento eficaz del Estado».

### Ministerios de Uganda
Los ministerios de Uganda son los siguientes:
- Ministerio de Relaciones Exteriores
- Ministerio de Justicia y Asuntos Constitucionales
- Ministerio de la Función Pública
- Ministerio de Finanzas, Planificación y Desarrollo Económico
- Ministerio de Educación y Deportes
- Ministerio de Asuntos de Karamoja
- Ministerio de Administración Local
- Ministerio de Ciencia, Tecnología e Innovación
- Ministerio de Salud
- Ministerio de Obras Públicas y Transportes
- Ministerio de Tierras, Vivienda y Desarrollo Urbano
- Ministerio del Interior
- Ministerio de Turismo, Vida Silvestre y Antigüedades
- Ministerio de Agua y Medio Ambiente
- Ministerio de Género, Trabajo y Desarrollo Social
- Ministerio de Energía y Desarrollo Minero
- Ministerio de Seguridad
- Ministerio de Defensa y Asuntos de Veteranos
- Ministerio de Agricultura, Industria Pecuaria y Pesca
- Ministerio de Tecnologías de la Información y las Comunicaciones
- Ministerio de Preparación para Desastres y Refugiados
- Ministerio de Comercio, Industria y Cooperativas

## Partidos políticos y elecciones

### Elecciones presidenciales

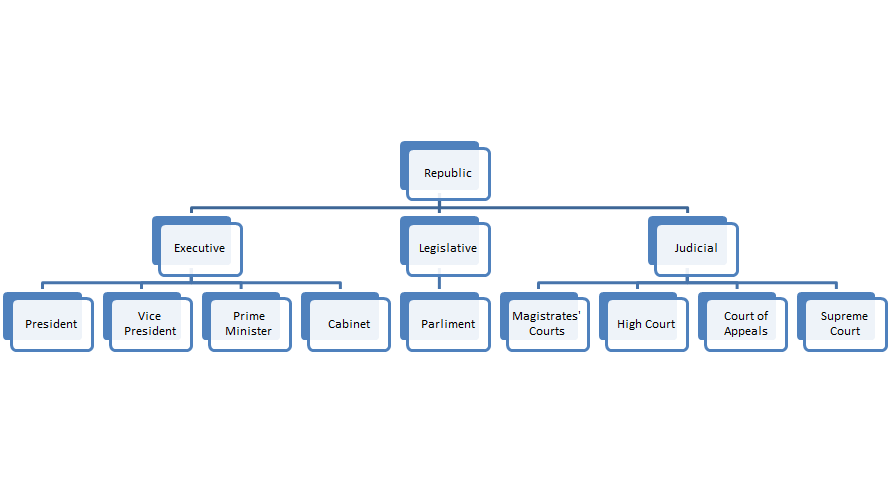
Estructura del gobierno de Uganda.

Las últimas elecciones presidenciales en Uganda se celebraron el 14 de enero de 2021, con 11 aspirantes, 10 hombres y 1 mujer.
Los resultados anunciados pero impugnados son los siguientes;
| Nombres de los candidatos  | Votos      | Porcentaje |
| -------------------------- | ---------- | ---------- |
| Amuriat Oboi Patrick       | 337,589    | 3.26%      |
| Kabuleta Kiiza Joseph      | 45,424     | 0.44%      |
| Kalembe Nancy Linda        | 38,772     | 0.37%      |
| Katumba John               | 37,554     | 0.36%      |
| Robert Kyagulanyi Ssentamu | 3,631,437  | 35.08%     |
| Mao Norbert                | 57,682     | 0.56%      |
| Mayambala Willy            | 15,014     | 0.15%      |
| Mugisha Muntu Gregg        | 67,574     | 0.65%      |
| Mwesigye Fred              | 25,483     | 0.25%      |
| Tumukunde Henry Kakurugu   | 51,392     | 0.50%      |
| Yoweri Museveni            | 6,042,898  | 58.38%     |
| Votos no válidos           | 393,500    | 3.66%      |
| Votos válidos              | 10,350,819 |            |

Fuente: Comisión Electoral de Uganda
En 2021, Bobi Wine (también conocido como Robert Kyagulanyi Sentamu), estrella del pop reconvertido en político, impugnó los resultados de las elecciones ante el tribunal supremo del país con el fin de anular la victoria de Museveni. Las elecciones, muy reñidas, se vieron empañadas por la violencia, y el Parlamento Europeo expresó su indignación y condena, y pidió sanciones contra las personas y organizaciones responsables de violaciones de los derechos humanos en Uganda.
A continuación figuran los resultados de las últimas elecciones presidenciales de 2021:
| Candidato                              | Partido                                 | Votos      | %     |
| -------------------------------------- | --------------------------------------- | ---------- | ----- |
| Yoweri Museveni                        | Movimiento de Resistencia Nacional      | 6,042,898  | 58.38 |
| Bobi Wine                              | Plataforma de Unidad Nacional           | 3,631,437  | 35.08 |
| Patrick Oboi Amuriat                   | Foro para el Cambio Democrático         | 337,589    | 3.26  |
| Mugisha Muntu                          | Alianza para la Transformación Nacional | 67,574     | 0.65  |
| Norbert Mao                            | Partido Democrático                     | 57,682     | 0.56  |
| Henry Tumukunde                        | Independiente                           | 51,392     | 0.50  |
| Joseph Kabuleta                        | Independiente                           | 45,424     | 0.44  |
| Nancy Kalembe                          | Independiente                           | 38,772     | 0.37  |
| John Katumba                           | Independiente                           | 37,554     | 0.36  |
| Fred Mwesigye                          | Independiente                           | 25,483     | 0.25  |
| Willy Mayambala                        | Independiente                           | 15,014     | 0.15  |
| Votos en blanco/anulados               | Votos en blanco/anulados                | 393,500    | –     |
| Total                                  | Total                                   | 10,744,319 | 100   |
| Votantes registrados/participación     | Votantes registrados/participación      | 18,103,603 | 59.35 |
| Fuente: Electoral Commission of Uganda |                                         |            |       |

### Elecciones parlamentarias
A continuación figuran los resultados de las últimas elecciones parlamentarias de 2021:
|                              |                                                       |                    |                    |                    |            |         |         |                    |                  |       |
| Partido                      | Partido                                               | Distrito electoral | Distrito electoral | Distrito electoral | Mujeres    | Mujeres | Mujeres | Elección indirecta | Total de Escaños | +/–   |
| Partido                      | Partido                                               | Votos              | %                  | Escaños            | Votos      | %       | Escaños | Elección indirecta | Total de Escaños | +/–   |
|                              | Movimiento de Resistencia Nacional                    | 4,158,934          | 41.60              | 218                | 4,532,814  | 44.81   | 101     | 17                 | 336              | +42   |
|                              | Plataforma de Unidad Nacional                         | 1,347,929          | 13.48              | 43                 | 1,607,425  | 15.89   | 14      | 0                  | 57               | Nuevo |
|                              | Foro para el Cambio Democrático                       | 729,247            | 7.29               | 24                 | 674,154    | 6.66    | 8       | 0                  | 32               | -4    |
|                              | Partido Democrático                                   | 245,248            | 2.45               | 8                  | 181,364    | 1.79    | 1       | 0                  | 9                | -6    |
|                              | Congreso Popular de Uganda                            | 180,313            | 1.80               | 7                  | 229,884    | 2.27    | 2       | 0                  | 9                | +3    |
|                              | Alianza para la Transformación Nacional               | 72,018             | 0.72               | 0                  | 82,318     | 0.81    | 0       | 0                  | 0                | Nuevo |
|                              | Foro de la Justicia                                   | 24,843             | 0.25               | 1                  | 22,625     | 0.22    | 0       | 0                  | 1                | +1    |
|                              | Partido Progresista del Pueblo                        | 10,076             | 0.10               | 1                  | –          | –       | –       | 0                  | 1                | +1    |
|                              | Partido Económico de Uganda                           | 6,199              | 0.06               | 0                  | –          | –       | –       | 0                  | 0                | Nuevo |
|                              | Partido Ecológico de Uganda                           | 4,287              | 0.04               | 0                  | –          | –       | –       | 0                  | 0                | Nuevo |
|                              | Partido Conservador                                   | 1,071              | 0.01               | 0                  | –          | –       | –       | 0                  | 0                | 0     |
|                              | Partido Socialdemócrata                               | 719                | 0.01               | 0                  | –          | –       | –       | 0                  | 0                | 0     |
|                              | Foro para la Integridad en el Liderazgo               | 122                | 0.00               | 0                  | –          | –       | –       | 0                  | 0                | Nuevo |
|                              | Organización de Voluntarios del Servicio del Congreso | 68                 | 0.00               | 0                  | –          | –       | –       | 0                  | 0                | Nuevo |
|                              | Independientes                                        | 3,217,480          | 32.18              | 51                 | 2,785,676  | 27.54   | 20      | 3                  | 74               | +8    |
|                              | Fuerza de Defensa del Pueblo de Uganda                | –                  | –                  | –                  | –          | –       | –       | 10                 | 10               | 0     |
| Total                        | Total                                                 | 9,998,554          | 100                | 353                | 10,116,260 | 100     | 146     | 30                 | 529              | +103  |
| Fuente: Electoral commission |                                                       |                    |                    |                    |            |         |         |                    |                  |       |

## Poder judicial
El Poder Judicial de Uganda constituye una de las tres ramas independientes del gobierno y es responsable de la administración de justicia en el país. Está compuesto por varios niveles de tribunales, organizados jerárquicamente de la siguiente manera:
El Tribunal Supremo (Supreme Court) es la máxima instancia judicial y actúa principalmente como tribunal de casación.
El Tribunal de Apelación (Court of Appeal), que también opera como Tribunal Constitucional cuando se ocupa de cuestiones relativas a la interpretación de la Constitución.
El Tribunal Superior (High Court), con jurisdicción general sobre todos los asuntos civiles y penales graves.
Los tribunales de magistrados (Magistrates Courts), que manejan la mayoría de los casos en primera instancia y están divididos en diferentes grados según su jurisdicción.

Los jueces del Tribunal Superior son nombrados por el presidente de la República, mientras que los del Tribunal de Apelación y del Tribunal Supremo son designados por el presidente con la aprobación del Parlamento.
El sistema judicial opera bajo los principios de independencia, imparcialidad y separación de poderes, de acuerdo con lo estipulado en la Constitución.

## Relaciones exteriores
Una pelea entre los guardias presidenciales ugandés y libio desató el caos durante una ceremonia a la que asistieron los jefes de Estado de 11 naciones africanas el 19 de marzo de 2008.

## Participación en organizaciones internacionales
- Estados de África, del Caribe y del Pacífico (Convención de Lomé)
- Banco Africano de Desarrollo
- Mancomunidad de Naciones
- Banco de Desarrollo de África Oriental
- Organización de las Naciones Unidas para la Alimentación y la Agricultura
- Grupo de los 77
- Intelsat
- Autoridad Intergubernamental sobre el Desarrollo
- Organismo Internacional de Energía Atómica
- Banco Internacional de Reconstrucción y Fomento
- Organización de Aviación Civil Internacional
- Confederación Internacional de Organizaciones Sindicales Libres
- Corte Penal Internacional
- Asociación Internacional de Fomento
- Corporación Financiera Internacional
- Fondo Internacional de Desarrollo Agrícola
- Organización Internacional del Trabajo
- Fondo Monetario Internacional
- Cruz Roja
- Comité Olímpico Internacional
- Organización Internacional para las Migraciones
- Organización Internacional de Normalización (corresponsal)
- Unión Internacional de Telecomunicaciones
- Interpol
- Banco Islámico de Desarrollo
- Movimiento de Países No Alineados
- Organización para la Prohibición de las Armas Químicas
- Organización para la Unidad Africana
- Organización para la Cooperación Islámica
- Corte Permanente de Arbitraje
- Naciones Unidas
- Conferencia de las Naciones Unidas sobre Comercio y Desarrollo
- Comisión Económica para África
- Organización de las Naciones Unidas para la Educación, la Ciencia y la Cultura
- Alto Comisionado de las Naciones Unidas para los Refugiados
- Organización de las Naciones Unidas para el Desarrollo Industrial
- Unión Postal Universal
- Organización Mundial de Aduanas
- Federación Sindical Mundial
- Organización Mundial de la Salud
- Organización Mundial de la Propiedad Intelectual
- Organización Meteorológica Mundial
- Organización Mundial del Turismo
- Organización Mundial del Comercio